# Mucuna ferox
Mucuna ferox är en ärtväxtart som beskrevs av Bernard Verdcourt. Mucuna ferox ingår i släktet Mucuna och familjen ärtväxter. Inga underarter finns listade i Catalogue of Life.